# 紅盒子 (加利福尼亞州)
紅盒子（英語：Red Box）是位於美國加利福尼亞州洛杉磯縣的一個非建制地區。該地的面積和人口皆未知。

## 地理
紅盒子的座標為34°16′39″N 118°06′10″W / 34.27750°N 118.10278°W，而該地的平均海拔高度為1413米（即4636英尺）。